# Rizzoli and Isles (série littéraire)

Rizzoli and Isles est une série de livres policiers écrite par Tess Gerritsen qui décrit les enquêtes du détective Jane Rizzoli et du médecin légiste Maura Isles à Boston dans le Massachusset. Ces livres ont inspiré la série créée par Janet Tamaro en 2010. 
1. Le Chirurgien, Pocket, 2007 ((en) The Surgeon, 2001)
2. L'Apprenti, Pocket, 2007 ((en) The Apprentice, 2002)
3. La Reine des morts, Presses de la Cité, 2007 ((en) The Sinner, 2003)
4. Lien fatal, Presses de la Cité, 2008 ((en) Body Double, 2004)
5. Au bout de la nuit, France Loisirs, 2008 ((en) Vanish, 2005)
6. Mephisto Club, France Loisirs, 2010 ((en) The Mephisto Club, 2006)Paru également aux Presses de la Cité sous le titre En compagnie du diable)
7. L'Embaumeur de Boston, Presses de la Cité, 2011 ((en) The Keepsake/Keeping the Dead, 2006)
8. La Disparition de Maura, Presse de la Cité, 2013 ((en) Ice Cold, 2010)
9. Les Oubliées, Presse de la Cité, 2014 ((en) The Silent Girl, 2011)
10. La dernière à mourir, Presse de la Cité, 2015 ((en) Last to Die, 2012)
11. Écorchures, Presse de la Cité, 2017 ((en) Die Again, 2014)
12. Le martyre des innocents, Presse de la Cité, 2019 ((en) I know a secret, 2017)

## Personnages

### Maura Isles
Médecin légiste originaire de Californie, elle est surnommée la "Reine des Morts" avec sa coupe brune au carré et toujours un trait de rouge à lèvres rouge sang. Elle est décrite comme froide et très logique. Adoptée, elle apprend la vérité sur ses parents biologiques dans Lien Fatal.
Elle n'apparaît pas dans Le Chirurgien et n'est qu'un personnage secondaire dans L'Apprenti.